# Câmpu Mare, Mehedinți
Câmpu Mare este un sat în comuna Bala din județul Mehedinți, Oltenia, România. Se află în partea de nord-vest a județului,  în  Podișul Mehedinți.